# Lilla Häglingen
Lilla Häglingen är en sjö i Hofors kommun i Gästrikland och ingår i Gavleåns huvudavrinningsområde. Sjön har en area på 0,116 kvadratkilometer och ligger 170,6 meter över havet. Sjön avvattnas av vattendraget Ängesån.

## Delavrinningsområde
Lilla Häglingen ingår i det delavrinningsområde (671891-152013) som SMHI kallar för Utloppet av Lilla Häglingen. Medelhöjden är 183 meter över havet och ytan är 1,18 kvadratkilometer. Räknas de 14 avrinningsområdena uppströms in blir den ackumulerade arean 46,85 kvadratkilometer. Ängesån som avvattnar avrinningsområdet har biflödesordning 3, vilket innebär att vattnet flödar genom totalt 3 vattendrag innan det når havet efter 90 kilometer. Avrinningsområdet består mestadels av skog (56 procent). Avrinningsområdet har 0,11 kvadratkilometer vattenytor vilket ger det en sjöprocent på 9,7 procent.